# پودینا
پودینا (به صربی: Podina) یک منطقهٔ مسکونی در صربستان است که در ژیتوراجا واقع شده‌است. پودینا ۷۹۸ نفر جمعیت دارد.